# Nitro/Nora BS
Nitro/Nora BS var en bandyförening från Nora i Sverige grundad 1979 genom en sammanslagning av IK Nitros (f.d. Noraskog) och IFK Noras bandysektioner. Herrlaget spelade säsongen 2016/2017 i Allsvenskan. Hemmamatcherna spelades på Danfo Arena. Supportenklubben kallades "Portföljerna". Föreningen upphörde hösten 2023.

## Kända spelare
- Jesper Bryngelson